# Eugenio Abate Daga
Eugenio Abate Daga (fl. XIX-XX secolo) è stato un calciatore italiano.

## Carriera
Presente nella rosa della Ginnastica Torino almeno dal novembre 1899, quando disputò una partita di preparazione al campionato.
Fu presente nell'unica partita giocata dalla Ginnastica nel 1902 ovvero la sconfitta per 5-2 del 2 marzo 1902 contro l'Audace Torino. La Ginnastica non giocò gli altri due incontri dando forfait e giungendo quindi al quarto ed ultimo posto del girone eliminatorio piemontese.

## Statistiche

### Presenze e reti nei club
| Stagione | Club              | Campionato | Campionato | Campionato | Campionato |
| Stagione | Club              | Comp       | Pres       | Reti       |            |
| -------- | ----------------- | ---------- | ---------- | ---------- | ---------- |
| 1902     | Ginnastica Torino | CI         | 1          | 0          |            |
| Totale   | Totale            | Totale     | 1          | 0          |            |